# Alla Larionova
Alla Dmitrievna Larionova (Алла Дмитриевна Ларионова; Mosca, 19 febbraio 1931 – Mosca, 25 aprile 2000) è stata un'attrice sovietica.

## Filmografia parziale

### Attrice
- Anna al collo (1954)
- Dvenadcataja noč' (1955)
- Sud'ba barabanščika (1955)

## Premi
- Artista onorato della RSFSR
- Artista popolare della RSFSR
- Medaglia commemorativa per il giubileo dei 100 anni dalla nascita di Vladimir Il'ič Lenin
- Medaglia commemorativa per l'850º anniversario di Mosca